# ヴィクトリヤ・アメリーナ
ヴィクトリヤ・ユーリイヴナ・アメリーナ（旧姓シャラマーイ、宇: Вікторія Юріївна Амеліна、ウクライナ語ラテン翻字: Victoriya Yuriyivna Amelina、1986年1月1日 – 2023年7月1日）は、ウクライナの小説家、エッセイスト、戦争犯罪調査者。2つの小説と児童書を著し、ジョゼフ・コンラッド文学賞を受賞、欧州連合文学賞の最終候補に選ばれた。ロシアのウクライナ侵攻後は戦争犯罪調査に従事し、2023年のロシアのミサイル攻撃で死去した。

## 経歴
ヴィクトリヤ・アメリナは1986年1月1日、ウクライナ・ソビエト社会主義共和国（現ウクライナ）のリヴィウに生まれた。14歳のとき父親とともにカナダに移住したが、間もなくウクライナに帰国。リヴィウ工科大学で情報工学の学位を取得後、IT業界で働いたが、2015年に専業作家に転身した。

## 文学活動

### 小説
アメリナのデビュー小説『Синдром листопаду, або Homo Compatiens』（『フォール・シンドローム、またはホモ・コンパティエンス』、2014年）は、マイダン革命（2014年）を題材とし、ユーリイ・イズドリクが序文を寄せた。同作は複数の文学賞を受賞し、国内外の批評家から高評価を受けた。
2017年、2作目の小説『Дім для Дому』（『ドムの夢の王国』）を出版。リヴィウに住むソビエト連邦の退役軍人と、かつて同地に住んだスタニスワフ・レムの記憶を重ねた物語で、2017年のLitAkcent文学賞および2019年の欧州連合文学賞の最終候補に選ばれた。2023年には英国での出版契約を獲得。

### 児童書と詩
2016年、児童書『Хтось, або Водяне серце』（『誰か、あるいは水の心』）を出版。2022年からは詩の創作を始め、戦争の影響で「簡潔で意味の重い」表現を追求したと語った。彼女の作品は複数言語に翻訳された。

### その他の活動
アメリナは国際ペンクラブの会員として、2018年の第84回世界PEN会議（インド）で、投獄されたウクライナの映画監督オレグ・センツォフについて講演。2021年にはドネツク州で文学フェスティバルを設立。2021年にジョゼフ・コンラッド文学賞を受賞。

## 戦争関連活動
2022年のロシアのウクライナ侵攻開始後、アメリナはウクライナのNGO「Truth Hounds」で戦争犯罪調査に従事。小説家としての観察力を活かし、目撃者へのインタビューを行った。
2022年9月、イジュームでロシア軍に殺害された作家ヴォロディミル・ヴァクレンコの戦争日記を発見。2023年5月、ヴァクレンコの国際出版協会の受賞を代理で受け取った。また、リヴィウで国内避難民の支援や人道援助の提供にも携わった。

## 死去
2023年6月、アメリナはパリでのウクライナ人作家向け1年間のレジデンシーを獲得し、最新作『Looking at Women Looking at War』（戦争犯罪を追う女性たちの日記）の完成を計画。しかし、同年6月27日、クラマトルスクのレストランでコロンビアの作家やジャーナリストと食事をしていた際、イスカンデルミサイルによるロシアの攻撃を受け重傷を負った。7月1日、ドニプロのメチニコフ病院で死去、37歳だった。リヴィウに埋葬された。
死後、未完の『Looking at Women Looking at War』は編集者により補完され、2025年にSt. Martin's Pressから出版された。2023年、彼女を追悼するアンソロジー『Nothing Bad Has Ever Happened』がArrowsmith Pressから出版された。

## 私生活
アメリナは2010年代初頭に息子をもうけた。2022年時点でキーウに居住し、2023年のパリ移住を検討していた。

## 受賞
- ジョゼフ・コンラッド文学賞（2021年）[15]
- ウクライナ功労勲章第3級（2024年、死後）[25]

## 主な著作
- 『Синдром листопаду, або Homo Compatiens』（フォール・シンドローム、2014年、Discursus、ISBN 9786177236091）
- 『Хтось, або Водяне серце』（誰か、あるいは水の心、2016年、Видавництво Старого Лева、ISBN 9788771270372）
- 『Дім для Дому』（ドムの夢の王国、2017年、Видавництво Старого Лева、ISBN 9786176794165）
- 『Е-е-есторії екскаватора Еки』（エカの物語、2021年、Видавництво Старого Лева、ISBN 978-617-679-924-5）

### アンソロジー
- 『Це зробила вона』（彼女がやった、2017年、Видавництво）
- 『Лялька』（人形、2018年、Видавництво Старого Лева）
- 『Мости замість стін』（壁の代わりに橋、2020年、Видавництво Старого Лева）
- 『Що дасть нам силу?』（我々に力を与えるもの、2020年、Дух і літера）